# Campionato oceaniano femminile di pallacanestro 2015
Il 15º Campionato Oceaniano Femminile di Pallacanestro FIBA 2015 (noto anche come FIBA Oceania Championship for Women 2015) si è svolto dal 15 al 17 agosto 2015 in Australia e Nuova Zelanda.
I Campionati oceaniani femminili di pallacanestro sono una manifestazione biennale tra le squadre nazionali femminili del continente, organizzata dalla FIBA Oceania. L'edizione 2011 qualifica la squadra vincente al Torneo olimpico 2016; la seconda classificata partecipa al Torneo Femminile di Qualificazione Olimpica.
Vincitrice della manifestazione è stata l'Australia.

## Squadre partecipanti
- Australia
- Nuova Zelanda

## Sedi delle partite
| Fase   | Città     | Impianto        |
| ------ | --------- | --------------- |
| Gara 1 | Melbourne | Rod Laver Arena |
| Gara 2 | Tauranga  | Baypark Stadium |

## Gare
| Melbourne 15 agosto 2015, ore 18:30                                                                                            | Australia | 61 – 41 (15-5, 29-17, 50-29) referto | Nuova Zelanda | Rod Laver Arena |
| \| \| \| \| \| Batkovic 16 \| Punti \| 7 Cocks \| \| Madgen 6 \| Assist \| 3 Cocks \| \| Lavey 11 \| Rimbalzi \| 9 Davidson \| |           |                                      |               |                 |
| |           |                                      |               |                 |
| Batkovic 16 | Punti     | 7 Cocks                              |               |                 |
| Madgen 6 | Assist    | 3 Cocks                              |               |                 |
| Lavey 11 | Rimbalzi  | 9 Davidson                           |               |                 |

| Tauranga 17 agosto 2015, ore 19:30 | Nuova Zelanda | 63 – 80 (14-14, 33-40, 47-58) referto | Australia | Baypark Stadium |
| \| \| \| \| \| Cocks 21 \| Punti \| 22 Hodges \| \| Cocks 3 \| Assist \| 7 Lavey \| \| Davidson 12 \| Rimbalzi \| 5 tre giocatrici \| |               |                                       |           |                 |
| |               |                                       |           |                 |
| Cocks 21 | Punti         | 22 Hodges                             |           |                 |
| Cocks 3 | Assist        | 7 Lavey                               |           |                 |
| Davidson 12 | Rimbalzi      | 5 tre giocatrici                      |           |                 |

## Campione
Australia
(15º titolo)

 Australia4 Wilson, 5 Lavey, 6 Madgen, 7 Talbot, 8 Batkovic, 9 Burton, 10 Jarry, 11 Hodges, 12 Snell, 13 Ebzery, 14 Kunek, 15 Blicavs,        All. Brendan Joyce